# Туполев ТБ-6
Туполєв ТБ-6 (внутрішнє позначення АНТ-26; рос. Туполєв ТБ-6/АНТ-26) — дослідна розробка 1930-х років КБ Туполєва важкого бомбардувальника, що не просунулося далі креслень. Натхненний успіхом АНТ-20, Туполєв в 1929 році почав роботу над розробкою ще більшого за розміром і злітними характеристиками літака на живлення від 12 двигунів із злітною вагою 70000 кг (150000 фунтів). До середини 1930-х років ця тенденція у військовій авіації зміщується в бік менших і швидших машин. Так і в СРСР роботи над ТБ-6 були припинені на користь ТБ-7.

## Історія створення
Подальшим розвитком ідеї літаків-надгігантів стали бомбардувальник АНТ-26 (ТБ-6) та пасажирський АНТ-28. Їм передував проєкт чотирьох — двигунового АНТ-24 з двигунами М-44 по 2000 к.с. кожен.
АНТ-24 по масогабаритним параметрам став перехідним до АНТ-26. За конструктивним рішенням та льотно-тактичними характеристиками виявився найбільш раціональним з усієї гами туполєвських надгігантів. Але, на жаль, він замикався на дуже проблемний дослідний двигун М-44.
Розробка цього двигуна велася в ЦДАМі під керівництвом головного конструктора М.Сердюкова. Щоб отримати високу потужність, не вдаючись до форсування і використовуючи звичайні види палива, потрібно було збільшити робочий об'єм циліндрів. Цього можна було досягти шляхом збільшення їх числа і розмірів. Такий підхід підвищує ККД двигуна, але збільшує вагу та розміри.
Дослідний екземпляр М-44 виготовили в 1933-му. Але стендові випробування не підтвердили надій на значне підвищення економічності. Крім того, виявилася підвищена схильність до детонації палива. АНТ-24, як і пізніші проєкти АНТ-26 під шість М-44, незабезпечені відповідною силовою установкою, ніякого реального розвитку не отримали, хоча і справно фігурували в планах ВПС і ОКБ.
Ще у вересні 1929-го НТК УВПС звернувся в ЦАГІ з проханням дати свої міркування про можливості побудови двох металевих літаків з вантажопідйомністю до 10 та 25 тонн, для перевезення танка та іншої бойової техніки. Через місяць ЦАГІ представив кошторис, але тільки на «…попередні вишукування і проєктування…» В цьому кошторисі звертає на себе увагу один пункт — «побудова моделей човнів і поплавців та їх проходження через канали». Він був викликаний, судячи з усього, сумнівами ЦАГІ в можливості забезпечення нормальних злітно-посадочних характеристик літаків-гігантів на сухопутних злітно-посадкових смугах.
6 листопада 1929-го голова НТК УВВС Дубенський нагадав Туполєву про бажаність отримати від ЦАГІ окрім надісланого кошторису більш докладних міркувань щодо проєктування і будівництва літаків особливого призначення. У листі від 13 грудня 1929-го ЦАГІ виклав більш докладно свої погляди щодо згаданих літаків-гігантів з корисним навантаженням 10 та 25 т відповідно. ;ЦАГІ зачіпав такі принципові питання створення літаків в СРСР, в тому числі і надважких: «У зв'язку з тим, що будівництво літаків зажадає нових матеріалів, які не виготовляються нашою промисловістю, ЦАГІ вважає, що будівництво не може базуватися на вітчизняних матеріалах і вимагатиме для виробництва великих закордонних замовлень».
Оскільки військові в особі УВПС продовжували наполягати на створенні нового гіганта, здатного транспортувати десятки тонн бомб і важку бойову техніку, в ЦАГІ роботи по темі почали входити в звичне русло ескізного, а потім робочого проєктування. Перші ескізи форм далекого багатомоторного з великою вантажопідйомністю літака були зроблені в 1930-му, а вже в 1931-му літак під шифром ТБ-6 почав фігурувати в офіційних планах і програмах з визначеннями льотно-тактичних характеристик, як у варіанті для ВПС, так і для ЦПФ.
Наприклад, в програму ЦПФ по ВАО (Всесоюзне Авіаційне Об'єднання) на 1931 рік включили ТБ-6 у пасажирському та вантажних варіантах, з комерційної вантажопідйомність 15т і дальністю польоту до 1500 км, зі строком виготовлення перших двох літаків в 1933-му (проєкт спочатку проходив з позначенням для ЦПФ під шифром АНТ-26, потім АНТ-28).
Цікаво, що у тактико-технічні вимоги (ТТТ) НДІ ВПС на 1931 рік вніс важкі бомбардувальники, як подальший розвиток удосконалення ТБ-3 з такими можливостями: бомбове навантаження до 20 т, горизонтальна швидкість — 250 км/год, радіус дії — 750 км.
При розробці системи оборонного озброєння пропонувалося замінити кулемети на великокаліберні з установкою бічних турелей, носової сферичної вежі і кормової вогневої точки. Основний розвиток важкого бомбардувальника повинно було йти по лінії нарощування бомбового навантаження, швидкості та вогневої оборонної могутності.
У жовтні 1931-го на засіданні ВАО під головуванням П. Баранова було прийнято рішення форсувати виготовлення ТБ-6 і закінчити його спорудження наприкінці 1932-го. До більш-менш нормального проєктування ТБ-6 ЦАГІ приступив лише в березні 1932-го, позначалася більша завантаження по іншим машинам.
Слідом за першими нарисами, що визначили основні габарити літака і необхідні конструктивні матеріали, ЦАГІ підняв питання про проєктування заводу для серійної споруди літака, про підготовку авіаційного заводу для ремонту ТБ-6 (вічне болюче питання для нашої авіації), а також про підготовку металургійної промисловості до випуску необхідних сортаментів сталевих виробів.
В плані робіт по ТБ-6 вирішувалося питання з проєктування нового авіаційного заводу в Казані, з продуктивністю до 200 важких машин в рік.

### Задум
Враховуючи побажання НДІ ВПС, ЦАГІ до жовтня 1932-го визначив основні дані ТБ-6.
Літак повинен був мати
- довжину 38 м,
- розмах крила — 95 м,
- польотну масу — 70 т.

Із загальної маси конструкції 31 т, 18т припадало на молібденові труби і 4 т на інші види сталі.
У ході подальшого опрацювання проєкту в ЦАГІ поступово склалася компонувальна схема літака, тип силової установки, розміщення оборонного озброєння і т. д.

### Озброєння
Вісім двигунів стояли в крилі, чотири — у двох тандемних установках під крилом, оборонне озброєння (кулемети ТАК, ШКАС, великокаліберні ШВАК, гармати калібру 20-37 мм) розміщувалися у восьми установках.
Оборонне озброєння зазначалося наступне
- три гармати «Ерлікон» калібру 20 мм,
- одна гармата калібру 37 мм,
- один кулемет ТАК,
- чотири кулемети ШКАС,
- три великокаліберних кулемета ШВАК.

Окрім цього військові припускали, що можна буде підвішувати під ТБ-6 танки, гармати та іншу великогабаритну техніку на спеціальних точках підвісу.

### Дообладнання
Для забезпечення необхідної курсової стійкості, при значних розмірах літака ввели два додаткових кіля, встановивши їх на третини розмаху стабілізатора.
- Обшивка крила — гофрована, з великим кроком хвилі гофра, а у фюзеляжі передбачалося виконати гладкою.
- Шасі — напівприбране в спеціальні підкрилові обтічники.
- З двигунами М-34 і М-34РН (820 к. с.) літак повинен був мати:
  - польотну масу — 72,5 т,
  - масу порожнього — 44,5 т,
  - масу пального -13 т,
  - бомбове навантаження — 10 т,
  - максимальну швидкість на висоті 3500 м — 223 км/год,
  - дальність -1500 км.

## Дослідне будівництво
- Для дослідження питань, пов'язаних з аеродинамікою літака, в 1935 році була побудована двомісна буксирувальна модель-планер в масштабі 1/4 натурного АНТ-26. Її льотні випробування зі зняттям характеристик проводив льотчик-випробувач Б. М. Кудрін.
- Загальмувавши всі роботи з цивільної модифікації, КБ повністю зосередилося на військовому варіанті.
- У дослідному виробництві почалася споруда літака.
- Літак продовжує фігурувати в планах ВПС по дослідному будівництві в 1933—1934 роках (машина згадується як ТБ-6-6М44) із закінченням будівництва до грудня 1935 року, а потім – до 1 серпня 1936 року.
- У липні 1934 року були припинені всі роботи за проєктом при загальній технічній готовності планера літака на 75 % і всього літака – на 16 %.

## Підсумки
Підбиваючи підсумок роботі ОКБ Туполєва щодо п'ятирічного розвитку ідеї створення надважких вантажопідіймальних малошвидкісних літаків, можна сказати, що подальша еволюція дальньої бомбардувальної авіації пішла шляхом створення швидкісних висотних важких машин. Підтвердження такої ідеї є поява слідом за проєктами тихохідних «супербомбовозів» в ОКБ А. М. Туполєва проєкту швидкісного, але більш легкого висотного бомбардувальника АНТ-42 (ТБ-7), що перевершував на момент своєї появи практично ТТХ усіх ЛА аналогічного призначення передових західних країн.